# Lincolnville (Kansas)
Lincolnville è un comune degli Stati Uniti d'America, situato nello Stato del Kansas, nella contea di Marion.